# Наталі Еннеберг
Наталі Еннеберг (фр. Nathalie Henneberg, 23 жовтня 1910, Батум — пом. 24 червня 1977, Париж) — французька письменниця-фантастка. більшість своїх творів написала у співавторстві з чоловіком Шарлем Еннебергом.

## Біографія
Наталія Новоковська народилася в 1910 році в Батумі, яке належало на той час до Російської імперії. Під час громадянської війни родина майбутньої письменниці виїхала до Сирії, де Наталія познайомилась із своїм майбутнім чоловіком Шарлем Еннебергом (при народженні Карлом), німецьким аристократом, який служив у Сирії в Іноземному легіоні. Після одруження молода пара кілька років жила в сирійській пустелі. Пізніше подружжя Еннеберг перебралось до Франції. Літературну діяльність Шарль і Наталі Еннеберг розпочали в 1954 році, коли вийшов друком їх спільний роман «Народження богів» (фр. La naissance des dieux), заснований на мотивах давньогрецької та скандинавської міфологій, щоправда, він був підписаний лише іменем чоловіка. Протягом наступних 5 років вийшли друком ще 3 романи подружжя — «Пісня астронавтів» (фр. Le Chant des Astronautes), «Перший рік космічної ери» (фр. An Premier, Ere Spatiale) та «Сонячна роса» (фр. La Rosée du Soleil), також підписані лише іменем чоловіка. У 1959 році Шарль Еннеберг помер, і Наталі спочатку вирішила публікувати їх спільні твори спочатку під спільним псевдонімом «N. C. Henneberg», а пізніше писала літературні твори самостійно. У 1961 році вийшов перший роман під цим псевдонімом «Зелені боги» (фр. Les dieux verts), за рік вийшов наступний роман спільного авторства «Загублена фортеця» (фр. La forteresse perdue), наступного року вийшли друком ще 2 романи подружжя «Кров зірок» (фр. Le sang des astres) та «Виразка» (фр. La plaie), а в 1974 році опубліковано роман «Бог, який разить» (фр. Le dieu foudroye), який сюжено пов'язаний з романом «Виразка». Під спільним псевдонімом подружжя у 1971 році також опубліковано збірку оповідань «Опал Ентидра» (фр. L'opale Entydre). У 1977 році Наталі Еннеберг померла. Вже після її смерті у 1978 році вийшла друком ще одна збірка оповідань спільного авторства Ангели гніву (фр. Les anges de la colere).

## Вибрана бібліографія
- 1954 — La Naissance des Dieux
- 1958 — Le Chant des Astronautes
- 1959 — An Premier, Ere Spatiale
- 1959 — La Rosée du Soleil
- 1961 — Les Dieux Verts
- 1962 — La Forteresse Perdue
- 1963 — Le Sang des Astres
- 1964 — La Plaie
- 1971 — L'Opale Entydre
- 1976 — Le Dieu Foudroyé
- 1978 — Les Anges de la Colère